# Bamab Napo
Bamab Napo (* 23. Mai 1984 in Dimouri) ist eine ehemalige togolesische Leichtathletin, die sich auf den Sprint spezialisiert hat.

## Sportliche Laufbahn
Erste Erfahrungen bei internationalen Meisterschaften sammelte Bamab Napo im Jahr 2012, als sie bei den Afrikameisterschaften in Porto-Novo mit 12,68 s im Halbfinale im 100-Meter-Lauf ausschied. Anschließend nahm sie über diese Distanz dank einer Wildcard an den Olympischen Sommerspielen in London teil und erreichte dort die Hauptrunde, in der sie mit 12,35 s ausschied. Daraufhin beendete sie ihre aktive sportliche Karriere im Alter von 28 Jahren. 

## Persönliche Bestzeiten
- 100 Meter: 12,24 s (+0,9 m/s), 3. August 2012 in London
- 200 Meter: 25,64 s, 5. Mai 2012 in Ouagadougou